# Claudius Mamertinus
Claudius Mamertinus (seconde moitié du IVe siècle) était un haut dignitaire de l’Empire romain. 

## Biographie
À la fin de l'année 361 Claudius Mamertinus prit part au tribunal de Chalcédoine qui condamna les ministres de Constance II. En reconnaissance de son action, le nouvel empereur, Julien, le nomma consul en 362 ; le 1er janvier 362, il prononça un panégyrique de l'empereur à Constantinople pour remercier son bienfaiteur. Le texte nous en a été conservé dans le recueil des Panégyriques latins, où il est précédé de deux autres panégyriques d'un homonyme (« Mamertinus ») dédiés, eux, à l'empereur Maximien Hercule (et datés respectivement de 289 et de 292).
Claudius Mamertinus, nommé consul en 362, devint ensuite gouverneur, (préfet du prétoire) d’Italie, d’Afrique, et d’Illyrie, avant d'être démis de ses fonctions en 368 pour concussion.